# Melananthus guatemalensis
Melananthus guatemalensis là loài thực vật có hoa trong họ Cà. Loài này được (Benth. ex Hemsl.) Soler. mô tả khoa học đầu tiên năm 1891.